# Tomasz Adamek
Tomasz Adamek (Żywiec, Polonia, 1 de diciembre de 1976) es un boxeador profesional polaco del peso pesado que ganó el título del Consejo Mundial de Boxeo en el peso semipesado y además los títulos de la Federación Internacional de Boxeo y de la Organización Internacional de Boxeo en el peso crucero. Su entrenador es Andrzej Gmitruk y su mánager es Ziggy Rozalski, siendo promocionado por Main Events.
Hizo un buen récord como peso pesado, pero peleó contra Vitali Klitschko el campeón del WBC y sufrió su primera derrota en esa división, perdiendo por TKO en el décimo asalto.

## Biografía

### Aficionado
Comenzó en el boxeo a los 12 años en el club Góral Żywiec con sus entrenadores Stefan Gawron y Stanisław Orlicki.

#### Palmarés aficionado
- 1995 y 1996 Campeón polaco aficionado del peso medio
- 1997 segundo en el Campeonato polaco aficionado en peso semipesado
- Participó en el Campeonato del Mundo Aficionado de Boxeo de 1997 en Budapest
- Medalla de bronce en el Campeonato de Europa Aficionado de Boxeo de 1998 en Minsk
- Ganó 108 combates de los 120 que disputó durante su carrera aficionada
- Pasó al profesionalismo en 1999.

## Récord profesional
| 53 ganadas (31 KO), 6 derrotas |          |                       |     |               |            |                                                          |                                                                   |
| Res.                           | Oponente | Tipo                  | Rd. | Tiempo        | Fecha      | Localidad                                                | Notas                                                             |
| D                              | 53–6     | Jarrell Miller        | TKO | 2 (12), 0:51  | 06-10-2018 | Wintrust Arena, Chicago, Illinois                        |                                                                   |
| G                              | 53–5     | Joey Abell            | TKO | 7 (10), 2:33  | 21-04-2018 | Hala Sportowa, Częstochowa, Polonia                      | Retiene (Polonia Internacional Pesado).                           |
| G                              | 52–5     | Fred Kassi            | UD  | 10            | 18-11-2017 | Hala Sportowa, Częstochowa, Polonia                      | Gana (Polonia Internacional vacante Pesado).                      |
| G                              | 51–5     | Solomon Haumono       | UD  | 10            | 24-06-2017 | Ergo Arena, Gdańsk, Polonia                              |                                                                   |
| D                              | 50–5     | Éric Molina           | KO  | 10 (12), 3:00 | 02-04-2016 | Tauron Arena, Kraków, Polonia                            | Por (IBF Intercontinental Pesado).                                |
| G                              | 50–4     | Przemysław Saleta     | RTD | 5 (10), 3:00  | 26-09-2015 | Atlas Arena, Łódź, Polonia                               |                                                                   |
| D                              | 49–4     | Artur Szpilka         | UD  | 10            | 08-11-2014 | Tauron Arena, Kraków, Polonia                            | Por (IBF Internacional vacante y Polonia Internacional Pesado).   |
| D                              | 49–3     | Vyacheslav Glazkov    | UD  | 12            | 15-03-2014 | Sands Casino Resort, Bethlehem, Pennsylvania, US         | Pierde (IBF Norte América Pesado).                                |
| G                              | 49–2     | Dominick Guinn        | UD  | 10            | 03-08-2013 | Mohegan Sun Arena, Montville, Connecticut, US            |                                                                   |
| G                              | 48–2     | Steve Cunningham      | SD  | 12            | 22-12-2012 | Sands Casino Resort, Bethlehem, Pennsylvania, US         | Retiene (IBF Norte América Pesado).                               |
| G                              | 47–2     | Travis Walker         | TKO | 5 (12), 1:08  | 08-09-2012 | Prudential Center, Newark, New Jersey, US                | Retiene (IBF Norte América Pesado).                               |
| G                              | 46–2     | Eddie Chambers        | UD  | 12            | 16-06-2012 | Prudential Center, Newark, New Jersey, US                | Gana (IBF Norte América vacante Pesado).                          |
| G                              | 45–2     | Nagy Aguilera         | UD  | 10            | 24-03-2012 | Aviator Sports and Events Center, Nueva York, US         |                                                                   |
| D                              | 44–2     | Vitali Klitschko      | TKO | 10 (12), 2:20 | 10-09-2011 | Stadion Miejski, Wrocław, Poland                         | Por (WBC Pesado).                                                 |
| G                              | 44–1     | Kevin McBride         | UD  | 12            | 09-04-2011 | Prudential Center, Newark, New Jersey, US                | Retiene (IBF International y WBO–NABO Pesado).                    |
| G                              | 43–1     | Vinny Maddalone       | TKO | 5 (12), 2:17  | 09-12-2010 | Prudential Center, Newark, New Jersey, US                | Retiene (IBF International y WBO–NABO Pesado).                    |
| G                              | 42–1     | Michael Grant         | UD  | 12            | 21-08-2010 | Prudential Center, Newark, New Jersey, US                | Retiene (IBF International y WBO–NABO Pesado).                    |
| G                              | 41–1     | Chris Arreola         | MD  | 12            | 24-04-2010 | Citizens Business Bank Arena, Ontario, California, US    | Retiene (IBF International Pesado. Gana WBO–NABO vacante Pesado). |
| G                              | 40–1     | Jason Estrada         | UD  | 12            | 06-02-2010 | Prudential Center, Newark, New Jersey, US                | Retiene (IBF International Pesado).                               |
| G                              | 39–1     | Andrew Golota         | TKO | 5 (12), 1:20  | 24-10-2009 | Atlas Arena, Łódź, Polonia                               | Gana (IBF Internacional vacante Pesado).                          |
| G                              | 38–1     | Bobby Gunn            | RTD | 4 (12), 3:00  | 11-07-2009 | Prudential Center, Newark, New Jersey, US                | Retiene (IBF, The Ring y Lineal Crucero).                         |
| G                              | 37–1     | Johnathon Banks       | TKO | 8 (12), 1:30  | 27-02-2009 | Prudential Center, Newark, New Jersey, US                | Retiene (IBF, The Ring y Lineal Crucero).                         |
| G                              | 36–1     | Steve Cunningham      | SD  | 12            | 11-12-2008 | Prudential Center, Newark, New Jersey, US                | Gana (IBF, The Ring vacante y Lineal Crucero).                    |
| G                              | 35–1     | Gary Gomez            | RTD | 7 (10), 0:01  | 11-07-2008 | Aragon Ballroom, Chicago, Illinois, US                   |                                                                   |
| G                              | 34–1     | O'Neil Bell           | TKO | 8 (12)        | 19-04-2008 | Spodek, Katowice, Polonia                                |                                                                   |
| G                              | 33–1     | Josip Jalusic         | UD  | 8             | 29-12-2007 | Seidensticker Halle, Bielefeld, Alemania                 |                                                                   |
| G                              | 32–1     | Luis Andres Pineda    | TKO | 7 (12)        | 09-06-2007 | Spodek, Katowice, Polonia                                | Gana (OIB vacante Crucero).                                       |
| D                              | 31–1     | Chad Dawson           | UD  | 12            | 03-02-2007 | Silver Spurs Arena, Kissimmee, Florida, US               | Pierde (WBC Semipesado).                                          |
| G                              | 31–0     | Paul Briggs           | MD  | 12            | 07-10-2006 | Allstate Arena, Rosemont, Illinois, US                   | Retiene (WBC Semipesado).                                         |
| G                              | 30–0     | Thomas Ulrich         | KO  | 6 (12), 1:57  | 15-10-2005 | Mehrzweckhalle Süd, Düsseldorf, Alemania                 | Retiene (WBC Semipesado).                                         |
| G                              | 29–0     | Paul Briggs           | MD  | 12            | 21-05-2005 | United Center, Chicago, Illinois, US                     | Gana (WBC vacante Semipesado).                                    |
| G                              | 28–0     | Ismail Abdoul         | UD  | 8             | 10-09-2004 | Blue City, Warsaw, Polonia                               |                                                                   |
| G                              | 27–0     | Dzhabrail Dzhabrailov | KO  | 5 (12), 0:43  | 17-04-2004 | Baltic Hall, Mariehamn, Finlandia                        | Gana (WBO Intercontinental vacante Semipesado).                   |
| G                              | 26–0     | Olivier Beard         | TKO | 3 (10)        | 20-12-2003 | BBTS Wlokniarz Hall, Bielsko-Biała, Polonia              |                                                                   |
| G                              | 25–0     | Ed Dalton             | KO  | 2 (12), 2:14  | 04-10-2003 | Baltic Hall, Mariehamn, Finlandia                        | Gana (IBF Intercontinental vacante Semipesado).                   |
| G                              | 24–0     | Roberto Coelho        | UD  | 8             | 30-08-2003 | Olympiahalle, Munich, Alemania                           |                                                                   |
| G                              | 23–0     | Zoltán Béres          | UD  | 6             | 06-04-2003 | Palacio de Deportes, Benidorm, España                    |                                                                   |
| G                              | 22–0     | Andrei Karsten        | TKO | 2 (6)         | 15-02-2003 | Töölö Sports Hall, Helsinki, Finlandia                   |                                                                   |
| G                              | 21–0     | Varuzhan Davtyan      | RTD | 4 (6), 3:00   | 14-12-2002 | Telewest Arena, Newcastle, Inglaterra                    |                                                                   |
| G                              | 20–0     | Laverne Clark         | TKO | 3 (12)        | 18-10-2002 | Sport Hall, Kozienice, Polonia                           | Gana (Poland International vacante Semipesado).                   |
| G                              | 19–0     | Mihai Iftode          | UD  | 8             | 27-07-2002 | Hala Milenium, Kołobrzeg, Polonia                        |                                                                   |
| G                              | 18–0     | Siarhei Karanevich    | UD  | 10            | 24-05-2002 | Płońsk, Polonia                                          | Gana (WBC–CISBB vacante Semipesado).                              |
| G                              | 17–0     | Willie McDonald       | TKO | 3 (6)         | 06-04-2002 | Łódź, Polonia                                            |                                                                   |
| G                              | 16–0     | Dzianis Salomka       | TKO | 5 (6)         | 23-02-2002 | OSiR, Włocławek, Polonia                                 |                                                                   |
| G                              | 15–0     | Ruslan Hladkykh       | UD  | 6             | 29-12-2001 | Sport Hall, Konin, Polonia                               |                                                                   |
| G                              | 14–0     | Zdravko Kostic        | UD  | 10            | 10-11-2001 | Sport Hall, Włocławek, Polonia                           |                                                                   |
| G                              | 13–0     | Timofey Maklakov      | TKO | 3 (10)        | 11-08-2001 | Sport Hall, Jaworzno, Polonia                            |                                                                   |
| G                              | 12–0     | Ion Voica             | KO  | 1 (6)         | 18-05-2001 | Sport Hall, Warsaw, Polonia                              |                                                                   |
| G                              | 11–0     | Rudi Lupo             | UD  | 10            | 02-03-2001 | Sport Hall, Warsaw, Polonia                              | Gana (IBC Intercontinental Semipesado).                           |
| G                              | 10–0     | Nino Cirilo           | TKO | 3 (8)         | 03-11-2000 | Sport Hall, Nowy Dwór, Polonia                           |                                                                   |
| G                              | 9–0      | Stanislav Schreiber   | TKO | 3 (10)        | 14-10-2000 | Sport Hall, Dębica, Polonia                              |                                                                   |
| G                              | 8–0      | Glenn Odem            | TKO | 4 (6)         | 10-06-2000 | Sport Hall, Elbląg, Polonia                              |                                                                   |
| G                              | 7–0      | Terry Ford            | TKO | 3 (6)         | 25-03-2000 | Białystok, Polonia                                       |                                                                   |
| G                              | 6–0      | Mark Lee Dawson       | TKO | 3 (6)         | 21-02-2000 | Elephant and Castle Shopping Centre, Londres, Inglaterra |                                                                   |
| G                              | 5–0      | Melvin Wynn           | TKO | 3 (6)         | 10-12-1999 | Warsaw, Polonia                                          |                                                                   |
| G                              | 4–0      | Kevin Whaley-El       | TKO | 4 (6)         | 22-10-1999 | Legia na Bemowie Hall, Warsaw, Polonia                   |                                                                   |
| G                              | 3–0      | Milko Stoikov         | TKO | 3 (6)         | 26-06-1999 | Hala Ludowa, Breslavia, Polonia                          |                                                                   |
| G                              | 2–0      | Smokey Enison         | TKO | 2 (4), 2:50   | 29-04-1999 | York Hall, Londres, Inglaterra                           |                                                                   |
| G                              | 1–0      | Israel Khumalo        | TKO | 1 (4), 2:15   | 13-03-1999 | Bowlers Exhibition Centre, Manchester, Inglaterra        |                                                                   |